# SER Digital
El programa radiofónico SER Digital, de la Cadena SER, es un programa que intenta acercar la tecnología de una forma clara y fácil al oyente, de ahí su lema "La tecnología fácil, en la Cadena SER". Este programa se emite en la sobremesa de los sábados.
Nota: SER Digital dejó de emitirse en agosto de 2011.

## Historia
Comenzó sus emisiones en diciembre de 2003. El programa se ha movido entre las tardes de los domingos y los sábados y se ha mantenido en media hora de duración hasta que la cadena decidió suprimir el programa el 31 de julio de 2011.

## Secciones
- Noticias Digitales: Las últimas noticias tecnológicas con todas las novedades de este campo.
- Tema de la Semana: Sección en la que se escucha la opinión de la calle sobre un tema tecnológico que da paso a una entrevista sobre ese mismo tema. Se adelantan novedades o los últimos inventos.
- Desde la Red: Lo último que se mueve en internet de la mano del colaborador Fernando Berlín en clave de humor.
- Tu Experto.com: Un experto responde a las quejas o preguntas de los oyentes.
- Hombre Portátil: Se analizan las últimas novedades en tecnología portátil. Cada producto se analiza indicando sus pros y sus contras.
- Cibercafé: Se recomiendan páginas web a los oyentes.
- Los trucos del especialista: Se dan consejos y trucos a través de periodistas prestigiosos en el campo de la tecnología.
- Regreso al futuro: El colaborador Miguel Ángel Muñoz se adelanta varios años para contar las novedades tecnológicas que llegarán en el futuro.

## El Equipo

### Chema Lapuente
Nacido en Madrid en 1958 fue el director del programa. Ha cursado estudios de economía y es uno de los periodistas especializados en tecnología más reconocidos del panorama nacional. Dirige el blog tuexperto.com. Ha colaborado durante más de 20 años en los diarios "El País", "CincoDías" y las revistas más reputadas en España (Muy Interesante, Quo, Tiempo, Emprendedores, Mía, Playboy, etc.) Además ha dado conferencias y moderado mesas redondas en distintos foros sobre tecnología. Ha trabajado en diferentes cadenas de radio (RNE, la COPE, la SER) y ha intervenido en distintos programas de televisión dedicados al mundo de la nueva tecnología.

### Miguel Ángel Muñoz
Nació en Madrid en 1969 ha colaborado en SER Digital durante el período que ha durado en antena. Es un experto en tecnología inalámbrica y en la actualidad es dirige el portal Movilzona.es, líder de las comunicaciones móviles. Ha colaborado en Tiempo, Muy Interesante, Quo y el diario El Mundo.

### Margit Martín
Productora del programa.

## Enlaces
- Página web del programa
- Página web de la Cadena SER

- Datos: Q6116168